# قرخ بلاغ (مشگین‌شهر)
قرخ بلاغ یک روستا در ایران است که در دهستان مشگین غربی واقع شده‌است. قرخ بلاغ ۴۲ نفر جمعیت دارد.